# كلوستريديوم أصفر ساطع
كلوستريديوم كلاريفلافيوم أو كلوستريديوم أصفر ساطع هي بكتيريا لاهوائية من جنس كلوستريديوم عزلت من كدارة من مفاعل حيوي محلل للسليلوز في اليابان.

## قراءة إضافية
- Artzi، L؛ Morag، E؛ Barak، Y؛ Lamed، R؛ Bayer، EA (19 مايو 2015). "Clostridium clariflavum: Key Cellulosome Players Are Revealed by Proteomic Analysis". mBio. ج. 6 ع. 3: e00411-15. DOI:10.1128/mBio.00411-15. PMC:4442141. PMID:25991683.